# Olszówka Stabłowicka

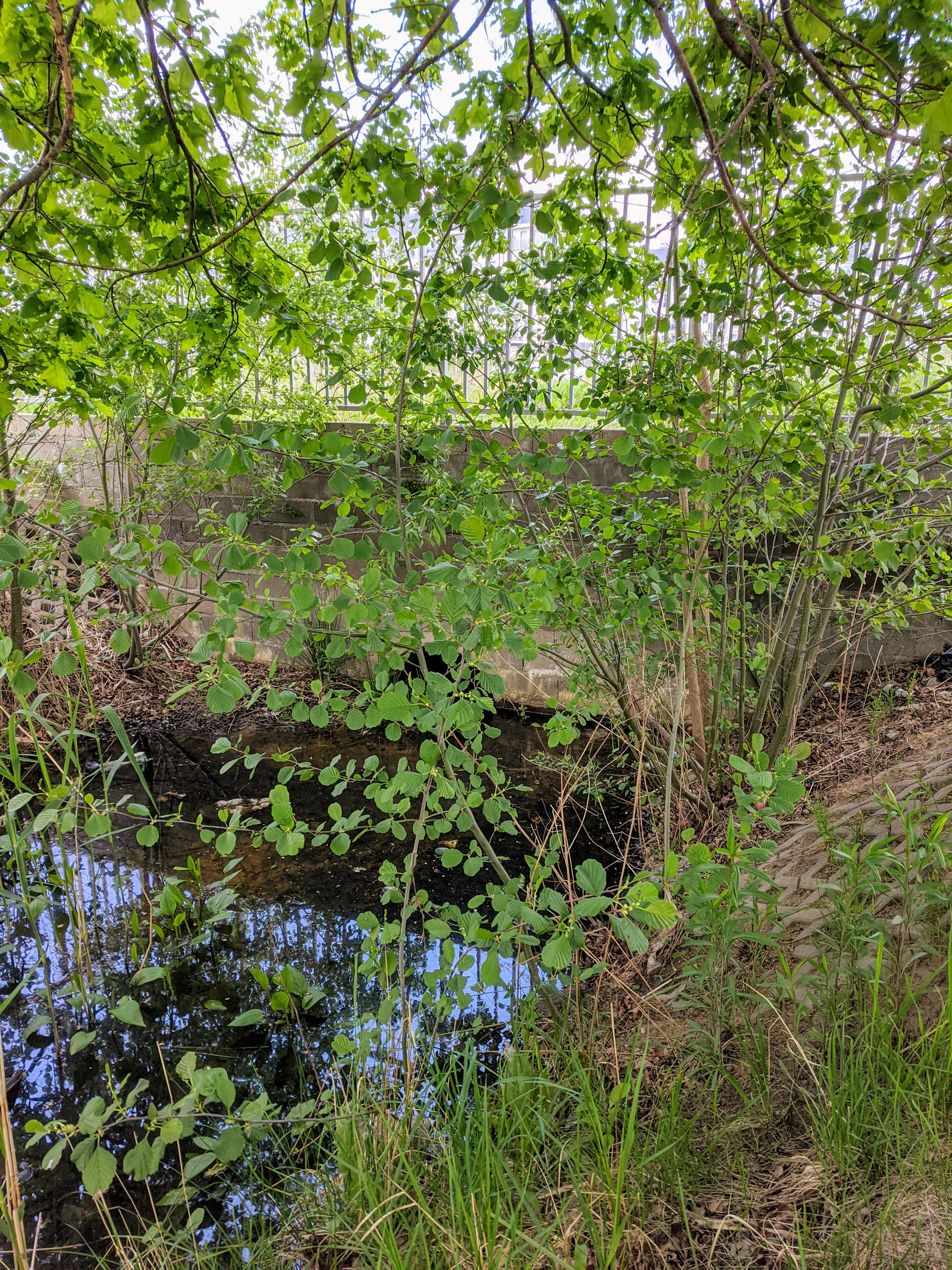
Strumień Olszówka Stabłowicka wypływający z przepustu pod ul. Wojanowską we Wrocławiu

Olszówka Stabłowicka – strumień na terenie Wrocławia (długości około 1,8 km) w zachodniej części miasta (na terenie osiedla Stabłowice), lewy dopływ strumienia Stabłówka. Wypływa w okolicy ulicy Pomarańczowej, a następnie – płynąc rowem poprowadzonym na zachód do ul. Arbuzowej, później skręcając na południe – przecina ulicę Wojanowską i płynie dalej przez ogródki działkowe, aż w okolicy skrzyżowania ulic Starogajowej i Przysieckiej wpada do stawu–zbiornika retencyjnego utworzonego na nurcie Stabłówki.
Do roku 1945 strumień ten nazywał się Erle Graben.